# Félix Ferrer Galcerán

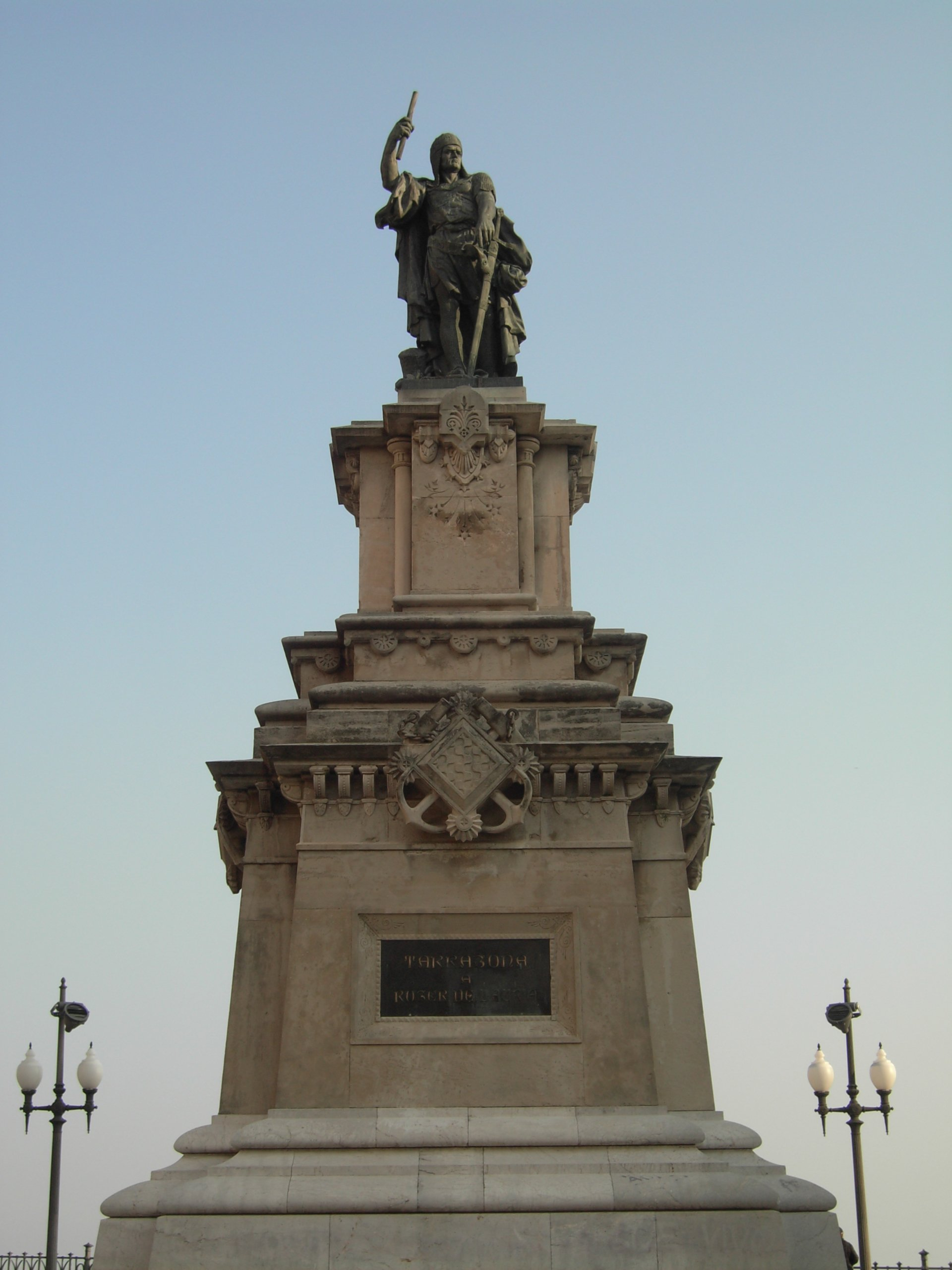
Monumento a Roger de Lauria en Tarragona.

Félix Ferrer Galzerán (Mora de Ebro, Cataluña, 1843 – Almenar, 1912) fue un escultor español.
Hijo de padre escultor, estuvo estudiando pensionado en la Academia de Bellas Artes de París (Francia) en el año 1880.
Dos años después consiguió una beca para seguir estudiando en Roma (Italia), allí realizó su obra más importante en el año 1886: el monumento a Roger de Lauria, colocada en el Balcón del Mediterráneo, al final de la Rambla Nova de Tarragona.
En 1890 monta un taller de imaginería en Barcelona, siendo su producción más numerosa la de tallas en madera y mármol de carácter religioso, entre sus discípulos tuvo al gran escultor Julio Antonio.